# São Cristóvão e Neves nos Jogos Olímpicos de Verão de 1996
São Cristóvão e Neves participou dos Jogos Olímpicos de Verão de 1996 em Atlanta, Estados Unidos.